# Promachus ramakrishnai
Promachus ramakrishnai là một loài ruồi trong họ Asilidae. Promachus ramakrishnai được Bromley miêu tả năm 1939. Loài này phân bố ở miền Ấn Độ - Mã Lai.